# Kanton Routot
Routot is een voormalig kanton van het Franse departement Eure. Het kanton maakte deel uit van het arrondissement Bernay. Het werd opgeheven bij decreet van 25 februari 2014, met uitwerking op 22 maart 2015. Alle gemeenten zijn opgenomen in het nieuwe kanton Bourg-Achard.

## Gemeenten
Het kanton Routot omvatte de volgende gemeenten:
- Barneville-sur-Seine
- Bosgouet
- Bouquetot
- Bourg-Achard
- Caumont
- Cauverville-en-Roumois
- Étréville
- Éturqueraye
- Hauville
- La Haye-Aubrée
- La Haye-de-Routot
- Honguemare-Guenouville
- Le Landin
- Rougemontiers
- Routot (hoofdplaats)
- Saint-Ouen-de-Thouberville
- La Trinité-de-Thouberville
- Valletot